# Fern Sawyer
Fern Sawyer, född 17 mars 1917 i De Baca County i New Mexico, död 16 oktober 1993, var en amerikansk rodeoryttare.
Sawyer tävlade hellre mot män än mot kvinnor, eftersom det ordnades rodeotävlingar för kvinnor för sällan och hon fann inte utmaningen annars tillräckligt stark. År 1945 segrade hon i en tävling mot många manliga medtävlare och vann National Cutting Horse Associations mästerskap i Fort Worth. Sawyer invaldes 1976 i National Cowgirl Hall of Fame och 1991 i Rodeo Hall of Fame. Fern Sawyer avled i en hjärtattack på hästryggen 76 år gammal.